# Airless

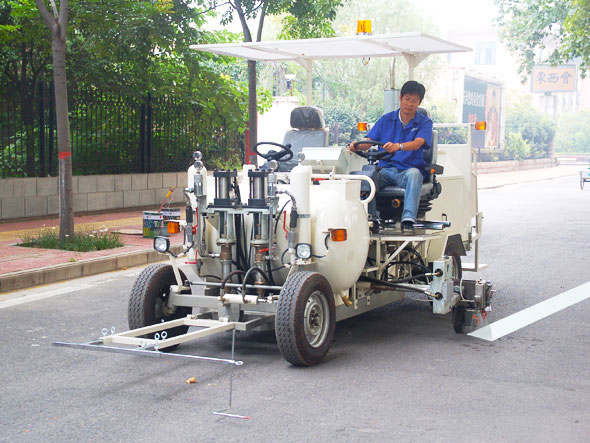
Grande machine airless de marquage routier

La pulvérisation airless ou pulvérisation sans air est un procédé de pulvérisation dans lequel une matière (ou matériau) est pulvérisée sans air par une haute ou basse pression pour être appliquée sur une surface.

## Principe

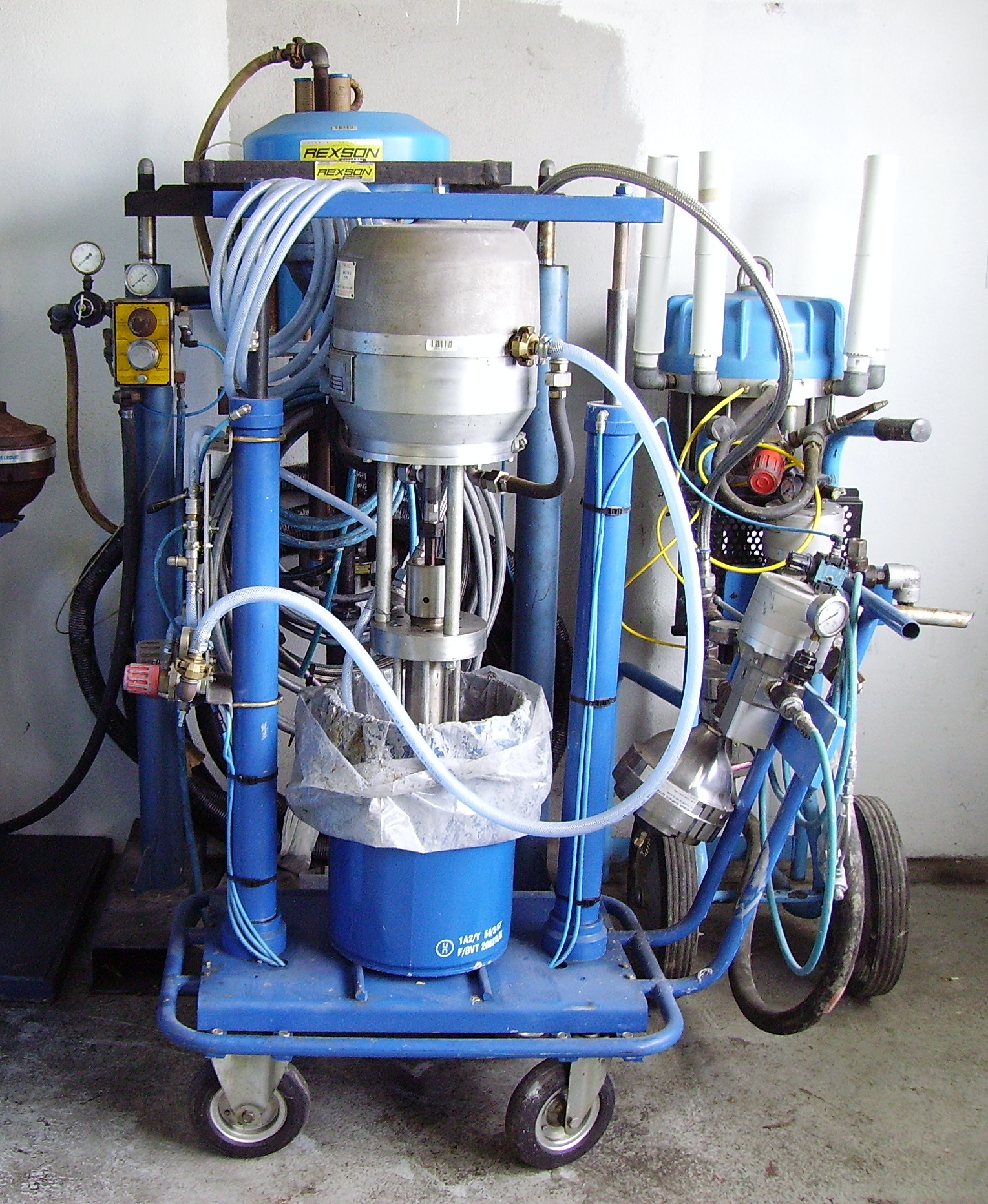
Une pompe en sur un tonnelet de mastic.

Une pompe alimentée par un moteur électrique, pneumatique ou à combustion interne permet d'amener la matière à pulvériser à travers un flexible, une trompe ou une trémie vers une membrane ou un piston pour être ensuite projetée grâce à un pistolet pulvérisateur sur un support. Suivant la puissance de la pompe, une quantité définie de matière est appliquée sous une pression pouvant atteindre 540 bars ; un système antibélier est alors nécessaire. Dans le pistolet se situe une buse fabriquée en alliage très dur (pour résister à l'abrasion) : celle-ci assure la pulvérisation désirée grâce à une taille particulière adaptée au type de matière et à l'angle de pulvérisation souhaité. Une buse airless est généralement définie par trois chiffres : le premier indiquant l'angle de pulvérisation et les deux autres l'ouverture du trou de la buse (en pouces).

## Utilisation
Bien que les bricoleurs amateurs puissent utiliser le procédé airless pour leurs travaux de peinture, celui-ci est principalement réservé au secteur artisanal et industriel. Les applications de peinture airless sont courantes pour les charpentiers (peinture sur meubles par exemple), pour les entreprises métallurgiques (pulvérisation automobile) et pour les peintres en bâtiment.

## Avantages
- Une plus forte rentabilité due à de plus faibles coûts de main-d'œuvre.
- Une surface de travail plus grande effectuée en moins de temps qu'au rouleau ou au pinceau.
- Un effort de travail réduit.

## Inconvénients
- L'effet « brume » (ou overspray (en) en anglais) éventuel, c'est-à-dire le brouillard de pulvérisation lors de la projection. À noter que celui-ci peut être réduit grâce aux buses airless basse pression et par une technique de travail adaptée.
- Le nettoyage de l'équipement après chaque utilisation.

## Matières pouvant subir la pulvérisationairless
- Vernis
- Teinture
- Produit d'injection
- Peinture anti-corrosion
- Peinture à dispersion (latex)
- Peinture acrylique
- Produit ignifuge
- Revêtement de toiture
- Revêtement de façade
- Enduit
- Colle, adhésif
- Mastic
- Bitume